# Inga megalobotrys
Inga megalobotrys är en ärtväxtart som beskrevs av Terence Dale Pennington. Inga megalobotrys ingår i släktet Inga och familjen ärtväxter. Inga underarter finns listade i Catalogue of Life.